# 安德烈婭·佩特科維奇
安德烈婭·佩特科維奇（Andrea Petković，1987年9月9日—）是德國职业网球女运动员，2006年轉職業。她的WTA生涯最高單打排名為第9，目前為止，奪得7個WTA單打冠軍。
她的教練是她的父親Zoran Petković。

## 早年與個人生活
佩特科維奇6歲開始接觸網球，她的父親曾是南斯拉夫台維斯盃的成員之一，也有在达姆施塔特當地俱樂部擔任教練，她介紹這項運動並之後成為她的教練。
除了網球之外，她喜歡藉由閱讀來學習，如；歌德與王尔德。

## 職業生涯

### 早年-2008年
佩特科維奇在2006年完成學校教育後，才轉入職業網壇，在這之前，她已奪得4項ITF巡迴賽冠軍。
2007年4月，她成為德國聯邦盃的成員之一。2007年法網，她在會外賽連闖三關以未失一盤的狀態，參加職業生涯第一個大滿貫賽事，不過在第二輪以6-0, 2-6, 3-6敗給在一個月溫網亞軍瑪麗恩·巴托莉，在之後的ITF巡迴賽，也有不錯的表現，在2007年7月，奪得一項ITF巡迴賽冠軍，而她的世界排名首次進入前百位，2007年美網，佩特科維奇直接進入會內賽，在第二輪以3-6 3-6敗給露絲·莎法洛法。
2008年澳網，她首輪與安娜·恰克韋塔澤交手，不過只打二分鐘後因膝蓋十字韌帶斷裂而退賽，而在之後8個月因傷治療，她的排名下降到465，2008年11月，傷後的她在伊斯坦堡ITF巡迴賽中，奪下冠軍後，世界排名上升到315。

### 2009年
2009年澳網，佩特科維奇由於有保護排名得入直接進入會內賽，不過在第二輪敗給阿丽泽·科奈，澳網之後到6月為止，佩特科維奇在ITF巡迴賽有好的表現，世界排名得以重回前百位。
2009年7月，佩特科維奇奪下職業生涯第一個WTA單打冠軍並未失一盤，決賽以6-2, 6-3擊敗伊萬娜·拉盧卡·奧拉魯，在接下來的幾週，她的世界排名上升到52。
2009年9月，東京泛太平洋公開賽，佩特科維奇從會外賽闖進會內賽，更晉級至最後16強，其中第二輪取得首個對世界前十的勝利以7-5, 4-6, 6-3擊敗當屆法網冠軍斯維特拉娜·庫茲涅佐娃。

### 2010年
2010年1月，佩特科維奇在布里斯本開始今年第一個巡迴賽，最後晉級至四強才敗給最後奪冠的金·克萊斯特爾斯，不過她的世界排名首次上升至前五十位。
巴黎的巡迴賽中，闖入八強而敗給耶莲娜·德门蒂耶娃。
2010年法網，佩特科維奇在第二輪6-4, 5-4時，錯失利用賽末發球局拿下比賽的機會，結果被衛冕冠軍斯維特拉娜·庫茲涅佐娃逃過4記賽末點以4-6, 7-5, 6-4逆轉淘汰出局。
荷蘭斯海尔托亨博斯草地巡迴賽，佩特科維奇闖入決賽，不過以6-3, 3-6, 4-6敗給賈斯汀·海寧。

## 外部連結
- 官方网站
- 安德烈婭·佩特科維奇的国际女子网球协会官方資料（英文）
- 安德烈婭·佩特科維奇的國際網球總會 職業／青少年 官方資料（英文）
- Fed Cup - Player profile - Andrea PETKOVIC (GER) （页面存档备份，存于）
- 安德烈婭·佩特科維奇的Facebook專頁
- 安德烈婭·佩特科維奇的X（前Twitter）